# La regina di Saba visita il re Salomone
La regina di Saba visita il re Salomone, noto anche come Salomone e la regina di Saba, è un dipinto del pittore fiammingo Lucas de Heere. Risalente al 1559, presenta un'interpretazione contemporanea della nota storia biblica della visita di stato della regina di Saba al re Salomone (I re 10, 1-13 e II Cron. 9, 1-12). Scritta nell'immagine, in basso a destra: "Lvcas Derys inv. Fecit 1559".

## Storia
Lucas de Heere dipinse La regina di Saba in visita al re Salomone nel 1559. Fu commissionato dal cancelliere Viglius van Aytta per il Coro della Cattedrale di San Bavone a Gand in occasione della celebrazione del ventitreesimo capitolo dell'Ordine del vello d'oro, presieduto da Filippo II di Spagna come gran maestro. La composizione fu successivamente adottata per una vetrata da Wouter Crabeth nel Sint Janskerk di Gouda. L'originale fu conservato in situ nel coro della Cattedrale di San Bavone da allora.

### Realizzazione
Il confronto tra Filippo II di Spagna e la figura biblica di Salomone fu un tema comune negli anni che precedettero il suo regno e nei suoi primi anni. Dato che suo padre, Carlo V, era visto come il più guerriero re biblico Davide, Filippo era visto come il più temperato Salomone, che trascurava la sua grave idolatria e l'uccisione del suo fratellastro Adonia, nella speranza che vedesse la prudenza nell'esercizio un grado di tolleranza religiosa. Nel suo appassionato discorso per una pacifica riconciliazione con il protestantesimo dinanzi al Parlamento inglese nel 1534, il vescovo cattolico di mentalità riformista Reginald Pole affermò che la risoluzione delle controversie sulla religione nel cristianesimo non era stata nominata per questo imperatore, ma per suo figlio.
Dopo un devastante incendio a Sint Janskerk nel vicino Gouda nel 1552, Filippo fu uno dei primi a donare una vetrata per la ricostruzione, come aveva fatto a San Bavone in occasione dell'abdicazione di suo padre. Donazioni asburgiche come queste erano sia un'espressione di pietà che una dichiarazione di potere. La King's Window del 1557 di Dirck Crabeth nel transetto nord era alta 20 metri. La parte superiore raffigurava La dedicazione del tempio di Salomone. Due anni prima del dipinto, Salomone era sfilato come il predecessore biblico di Filippo, che ereditava le buone qualità e abilità di Salomone per associazione. Viglius van Aytta fu l'intermediario tra Bruxelles e Gouda per la rievocazione di San Giovanni.

## Descrizione

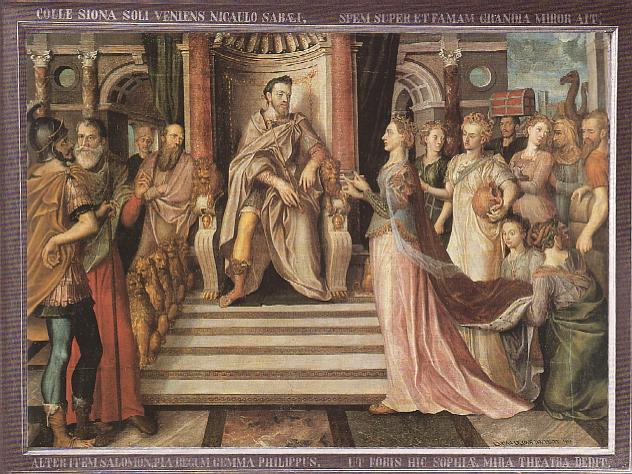
Salomone e la grande regina di Saba.

Nel dipinto, Salomone, il sovrano del Regno di Israele ancora intatto, è di nuovo rappresentato con le caratteristiche di Filippo II: con i capelli neri, la barba, un labbro pendente e un mento pronunciato. Il suo abbigliamento, compresa una corona di alloro, corrisponde piuttosto a quello di un imperatore romano, in sintonia con il tempio di Salomone, raffigurato sullo sfondo del suo palazzo, che sembra più un tempio romano. Il trono non lascia dubbi sull'intenzione del dipinto, poiché è il famoso trono d'oro e d'avorio di Salomone, con due leoni accanto ai braccioli e sei gradini (1 Re 10, 19; e II Cron. 9, 18).
La regina straniera di Saba, accompagnata dal suo entourage di fiducia, venne a Gerusalemme per visitare Salomone, la cui saggezza aveva sentito essere lodata. Dopo aver messo alla prova il re ebreo con indovinelli duri e visto lo splendore della sua corte, riconobbe la fonte divina della saggezza di Salomone e lo riconobbe come suo superiore, e Salomone le diede tutto ciò che desiderava. Secondo alcune tradizioni, questo indicava una relazione sessuale, da cui in seguito emerse un figlio, che sarebbe diventato l'antenato degli etiopi.
In una sottile allegoria, come sua prima moglie Maria I d'Inghilterra, rappresenta i Paesi Bassi, quindi appartenenti alla corona di Spagna, che mettono le loro ricchezze a disposizione del re in cambio della regola giusta e saggia di quest'ultima. La regina di Saba è un alto monarca dai capelli rossi, come la regina Elisabetta protestante, che recentemente era salita al trono inglese alla morte di sua sorella Maria. Nelle parole dell'Antico Testamento, dopo che la regina aveva assistito alla gloria di Salomone, non c'era più spirito in lei, così Maria indossa la sua Perla e il suo cappello da matrona. I suoi capelli un tempo fluenti sono raccolti e nascosti, ma le è stato dato un dono più grande da custodire, la Perla di Gran Prezzo.
Famoso giurista, umanista erasmiana e sostenitore della pace religiosa, Viglius van Aytta era un membro importante del consiglio interno della reggente olandese Margherita di Parma a Malines, sebbene Margherita stessa lo sospettasse di un anticonformismo segreto. È anche significativo che Viglius sia raffigurato mentre il soldato circonda il re con i suoi saggi consiglieri all'estrema sinistra della composizione, a simboleggiare il patto firmato con il re spagnolo in occasione della Joyeuse Entrée nel Brabante. Lo stemma dei Cavalieri del Vello d'oro, che appare ancora sopra le bancarelle del coro della chiesa, proviene anche dal pennello.
Il testo latino dall'alto verso il basso sulla cornice del dipinto sottolinea il parallelo tra Filippo II e il re biblico, annunciando l'uso del modello solomonico in El Escorial: "COLLE SIONA SOLI VENIENS NICAULO SABÆI, SPEM SUPER ET FAMAM GRANDIA MIROR AIT, "" ALTER ITEM SALOMON, PIA REGUM GEMMA PHILIPPUS, UT FORIS HIC SOPHIÆ MIRA THEATRA DEDIT." (Venendo dalla collina di Nicea, nella terra di Saba, a Sion, disse: "Ho visto cose molto più grandi di quanto mi aspettassi e me l'avevano detto."). Allo stesso modo, un altro Salomone, Filippo, pio gioiello tra i re, qui e altrove ha dato esempi sorprendenti della sua saggezza, come dichiarato dallo stesso artista.

## Critica

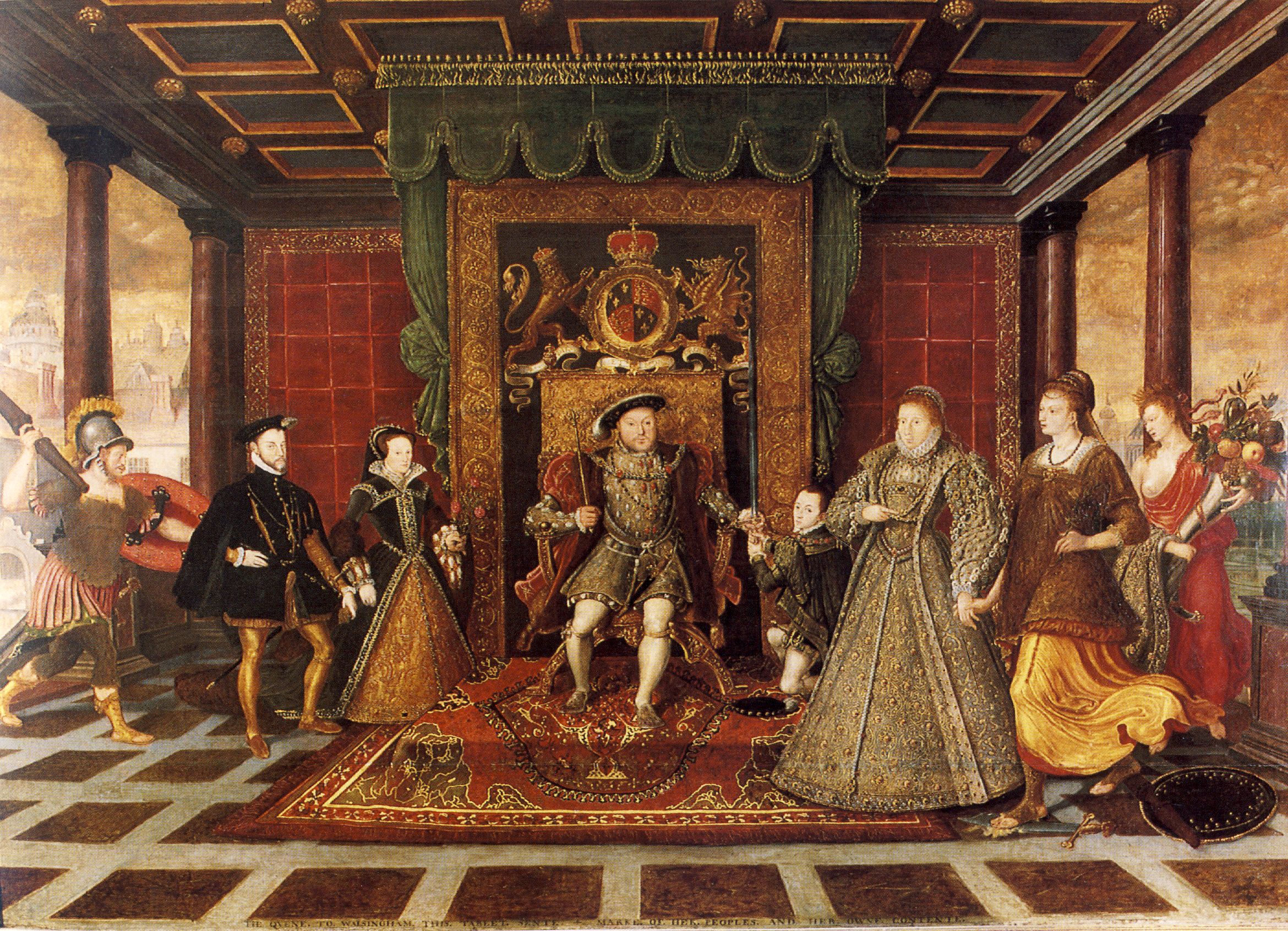
Famiglia di Enrico VIII, un'allegoria della successione Tudor.

Lo storico Frances Yates fa un paragone con la rappresentazione di Holbein del 1534 di Enrico VIII d'Inghilterra come Salomone. Lo storico dell'arte belga Alphonse-Jules Wauters ha dichiarato: "Se dovessimo giudicare questo artista solo dalla sua pittura a San Bavone, Salomone e la regina di Saba (1559), dovremmo formare solo un'idea indifferente del suo talento".
Dal 23 marzo 2018, l'opera è stata esposta per tre mesi alla mostra Call for Justice al Museum Hof van Busleyden.
Un po' più tardi, La famiglia di Enrico VIII: un'allegoria della successione Tudor è attribuita a Lucas de Heere, che si era trasferito in Inghilterra, in base alla somiglianza nel posizionamento delle figure e alla miscela di allegoria con persone storiche.

## Nella cultura di massa
- Una replica del dipinto appare nel maniero dell'episodio 219 della serie anime Detective Conan, sebbene con un orientamento invertito.